# خانه کارخانه قند (قصر)
خانه کارخانه قند (قصر) مربوط به دوره پهلوی اول است و در فریمان، ۱ کیلومتری غرب کارخانه قند فریمان واقع شده و این اثر در تاریخ ۲۴ اسفند ۱۳۸۳ با شمارهٔ ثبت ۱۱۶۷۳ به‌عنوان یکی از آثار ملی ایران به ثبت رسیده است.